# Восточный нефтегазоносный регион Украины
Восто́чный нефтегазоно́сный регио́н Украи́ны (укр. Східний нафтогазоносний регіон України) — нефтегазоносный регион на Украине, расположенный на территории Черниговской, Сумской, Полтавской, Днепропетровской, Харьковской, Луганской и Донецкой областей.

## Характеристика
Включает только Днепровско-Донецкую нефтегазоносную область. Регион содержит  85% запасов природного газа и 61% добытых запасов нефти Украины. Количество открытых месторождений — 205.

## Классификация
Комплексы региона:
- Мезозойский — 11 залежей нефти и газа в осадках юры и триаса (1,5% разведанных запасов),
- Верхнекаменноугольно-пермский — 45 залежей, 26 месторождений (57% разведанных запасов газа, 39% — нефти),
- Среднекаменноугольний — 165 залежей, 54 месторождения (5% разведанных запасов),
- Серпуховский — 164 залежа, 68 месторождений (8,3 % разведанных запасов),
- Верхневизейский — 332 залежа, 119 месторождений (25% разведанных запасов),
- Турнейско-нижневизейский — 83 залежа, 70 месторождений (9% разведанных запасов),
- Девонский — 8 месторождений (1% разведанных запасов),
- Докембрийский — 4 месторождения.

Районы региона:
- Антоновско-Белоцерковецкий нефтегазоносный район
- Глинско-Солоховский нефтегазоносный район
- Кальмиус-Бахмутский нефтегазоносный район
- Краснорецкий нефтегазоносный район
- Монастырищенско-Софиевский нефтегазоносный район
- Машивско-Щебелинский нефтегазоносный район
- Руденьковско-Пролетарский нефтегазоносный район
- Рябухинско-Северо-Голубовский нефтегазоносный район
- Спиваковский нефтегазоносный район
- Северного борта нефтегазоносный район
- Талалаевско-Рыбальский нефтегазоносный район